# Arturo Campión Jaimebon
Arturo Campión Jaimebon (Pamplona, 7 de maig de 1854 - Sant Sebastià, 18 d'agost de 1937) va ser un escriptor navarrès en euskera i castellà, lingüista, un dels fundadors i acadèmic de nombre de la Reial Acadèmia de la Llengua Basca, acadèmic de la Reial Acadèmia Espanyola, regidor i diputat a Corts. Va escriure en multitud de gèneres: discursos i conferències, articles periodístics, escrits polítics, novel·les i contes, llibres sobre història, antropologia o temes lingüístics, encaminats sempre a una mateixa meta; consagrarà la seva vida al lema "Euskalherriaren alde" (en pro d'Euskal Herria) i al restabliment de la foralitat de Navarra.

## Biografia
Nascut al carrer Chapitela de la capital navarresa. El seu avi procedia del nord d'Itàlia i el seu pare, d'ideologia liberal era el President de l'Orfeó. Va realitzar els seus primers estudis a l'Institut de Pamplona on va conèixer Estanislao de Aranzadi i ja va manifestar la seva vocació literària escrivint diversos articles en els periòdics La Menestra i La Montaña. Amb divuit anys es va enrolar en la milícia liberal durant la Tercera Guerra Carlina. Va estudiar la carrera de Dret en la Universitat d'Oñate, havent d'acabar-la en Madrid en 1876 per suprimir-se el títol a Oñate. En Madrid va col·laborar en 1876 amb el periòdic foralista La Paz i en un article ("El Euskara") instava a la creació d'un grup d'estudiosos de l'euskera. Aquest mateix any va publicar el seu primer llibre Consideraciones acerca de la cuestión foral y los carlistas en Navarra, en el qual defensava les institucions públiques basques, en decretar-se la seva abolició, des d'una perspectiva fuerista liberal, i expressava el seu convenciment que la civilització basca estava inexorablement acostant-se a la seva fi.
Va intervenir de forma decisiva el 1877 en la fundació de l'Associació Euskara de Navarra, molt inicialment denominada "Academia Etnográfica de Navarra". Va ser realitzada per Campión juntament amb personatges navarresos il·lustres de l'època, com Esteban Obanos, Nicasio Landa, Florencio de Ansoleaga, Aniceto Lagarde, Juan José Herrán, Juan Iturralde y Suit, el Marquès de Guirior, Joaquín Herrán, Nicanor Espoz, Antero Irazoqui, Fermín Iñarra i Hermilio de Olóriz. Al programa d'aquesta associació s'hi reflectia: 
| « | "Si el poble euskara la raça del qual, el geni peculiar del qual, els costums del qual són tan essencialment diferents de les dels altres pobles, ha pogut conservar la seva personalitat, i s'ha mantingut amb el seu genuí caràcter i les seves varonils virtuts a través dels segles, és indubtablement perquè va saber guardar, com en dipòsit sagrat, aquesta antiquíssima llengua vascongada." | » |

Al desembre de 1877, després d'estudiar euskera durant vuit mesos, realitza la belada "Orreaga" en dialectes guipuscoà, biscaí, labortà i suletí i 18 varietats de l'euskera de Navarra. En 1879, amb la llegenda "Gastón de Belzunce" va iniciar una sèrie d'obres breus, contes i llegendes, que va seguir escrivint i publicant intermitentment fins als 70 anys, sent "El rosario de las lavanderas", l'últim títol d'aquesta sèrie.
El basc va acaparar la seva atenció en els anys 1883 i 1884. Va publicar primer Ensayo acerca de las leyes fonéticas de la lengua vasca i poc després aparegué en forma de llibre la monumental Gramática acerca de los 4 dialectos literarios de la lengua euskara, que havia publicat fragmentàriament des del 1881 a la Revista Euskara de l'Asociación Euskara. Entre 1884 i 1888 creà l'obra "El genio de Nabarra", on es resumeix el seu pensament.
Després d'una semblança sobre Víctor Hugo en 1885, als 35 anys, va escriure la seva primera novel·la, D. García Almorabid. Sempre defensor de les festes basques, en 1891 va ser convidat als Jocs Florals celebrats a Barcelona, en els quals no va perdre l'oportunitat per a enaltir a la nació catalana.
A partir de l'any 1896 van aparèixer les Euskarianas, on, a més de nous títols, va anar recollint escrits entorn del basc publicats abans de forma dispersa en periòdics i revistes. Les narracions breus, escrites algunes en euskera, desborden a vegades tendresa i imaginació. No obstant això, de vegades són altres els ingredients que destaquen en aquests relats: el fort sentiment de la Naturalesa; la preocupació de la fidelitat geogràfic-històrica; la minuciosa pintura dels personatges basco-navarresos, arquetips de la idiosincràsia del país, els forts contrastos de situacions i la simbologia de l'acció i els personatges amb els problemes polítics de la Navarra del seu temps. Cal assenyalar, entre d'altres, Los hermanos Gamio (1880), Una noche en Zugarramurdi (1881), Pedro Mari (1895), Roedores del mar (1916) y El tamborilero de Erraondo (1917).
El 1910, pròxima la celebració de l'aniversari de la batalla de les Navas de Tolosa, Campión, juntament amb Julio Altadill i Hermilio de Olóriz, va dissenyar l'escut i l'actual bandera de Navarra, que aquell mateix any va aprovar la Diputació navarresa. El 1918, endinsat ja en l'última fase de la seva vida, va assistir al Congrés d'Oñate i va donar les iniciatives proposades per les noves generacions, on en aquells dies Arturo Campión gaudia d'un renom i acceptació inqüestionables. El Congrés d'Oñate de 1918 va ser un esdeveniment de gran rellevància: d'una banda, per haver estat promogut per les institucions públiques, i, per altra banda, per comptar amb la participació tant de bisbes de les diòcesis de Vitòria, Pamplona i Baiona, com del rei Alfons XIII. Entre les prioritats d'aquest Congrés es trobava acordar la creació, en breu termini, d'una universitat basca que permetés institucionalitzar acadèmicament l'activitat cultural basca i canalitzar les iniciatives de la comunitat científica del País Basc. Així mateix, es va fundar la institució acadèmica permanent de la Societat d'Estudis Bascos, que comptava amb un sòlid fonament sòcio-polític.
El 22 de desembre de 1918 es van donar cita en Sant Sebastià els màxims responsables de les seccions acadèmiques, triats al setembre en el citat Congrés de Oñate, per a donar a conèixer els següents nomenaments: el rei Alfons XIII seria el President d'honor; Arturo Campión, President honorari; Julián Elorza, President efectiu; i Angel Apraiz, professor de la Universitat de Salamanca, secretari general. D'aquesta manera, un Campión entrat en anys es convertia en el principal emblema i símbol de la novíssima institució que acabava d'iniciar la seva marxa. L'acadèmia, segons refereix Orixe es reunia sovint a Sant Sebastià, una vegada a l'any a Pamplona al domicili de D. Arturo Campión, i altres vegades a Bilbao".
A Sant Sebastià també pronunciaria el seu discurs sobre l'arbre de Guernica.
El 1925 va ser designat membre del jurat per a la concessió d'uns premis teatrals, però ja en aquells dies els seus ulls començaven a ennuvolar-se, quedant-se cec en l'última etapa de la seva vida. Fou en aquestes circumstàncies, l'any 1930, quan la Societat d'Estudis Bascos va decidir rendir-li, a instàncies de Resurrecció María de Azkue (1864-1951), poeta, catedràtic i primer director de l'Acadèmia de la Llengua Basca, un sentit homenatge en els cursos d'estiu. Se li va fer lliurament d'una escultura de bronze i va passar a convertir-se en símbol i emblema de la institució acadèmica, lloat per Nicolás Ormaechea (Orixe). Arturo Campión va treballar darrere de la institucionalització acadèmica de la llengua i cultura basques fins als últims moments de la seva vida. Va morir a Sant Sebastià, la seva segona residència després de Pamplona, el 1937 a l'edat de 83 anys.
Campión té una activitat incessant i polifacètica. Al mateix temps que literat va ser jurista notable, crític literari i musical, conferenciant, polític, polemista corretjós autor d'innombrables articles en més de 40 diaris i revistes diferents "El Arga", "Lau Buru", "Irurat Bat", "La Avalancha", "El Noticiero Bilbaino", "Hermes", "El Vasco", "Euskal Erría", "El Eco de Navarra", etc.

### Filologia basca
Campión és considerat com una de les grans personalitats de la dialectologia de l'euskera juntament amb Louis Lucien Bonaparte, Eugène Coquebert de Montbret, Antoine d'Abbadie, Añibarro, etc. Campión va diferenciar els dialectes literaris (definint-los com els utilitzats en la literatura) dels dialectes no literaris.

### Activitat política
A més de regidor de l'Ajuntament de Pamplona en 1881, la seva actuació política va estar marcada per la seva elecció com a diputat a Corts el 1893 com candidat integrista. Posteriorment va ocupar un escó per Biscaia en el Senat. Va ser president de les entitats "Euskal Esnalea", "Euskal Erría", "Societat d'Estudis Bascos" i de l'"Institut d'Estudis Històrics i Artístics de Navarra". Acadèmic de nombre de la Llengua Basca i corresponent de les de la Història, Ciències Morals i Polítiques i Acadèmic de la Llengua Castellana, va gaudir de gran autoritat en els mitjans intel·lectuals bascos.
En el camp polític, va ser més un home d'elaboracions teòriques que d'activitat pública. La història de la seva trajectòria política va ser una recerca del credo polític que més s'emmotllés als seus ideals de defensa a ultrança de Déu i Furs. Des del republicanisme federal, rebutjant pel camí carlisme i socialisme, va passar a l'integrisme, fins a arribar al nacionalisme basc. Les seves diferències amb els independentistes li van fer prendre el camí d'un nacionalisme moderat, que el va dir "unionista", dintre d'una Espanya federal. No va arribar a militar en cap partit. En un altre discurs de Campión de 1920, pronunciat després de la victòria del nacionalisme basc a les eleccions de 1918, es reconeix com nacionalista contrari a l'espanyolisme:
| «                                             | Vencem, perquè les idees nacionalistes es funden en la raó, la veritat... El poble basc, expansió ètnica d'una raça particular, va arribar tard, però ha arribat per fi, al sentiment de la seva unitat nacional, trencada i disgregada durant diversos segles en nacionalitats diferents... El basco-espanyol no és francès, però és basc; el basco-francès, no és espanyol, però és basc. Després el basc no és espanyol, ni francès: és basc. Aquí teniu, benvolguts compatriotes, l'íntima essència del nacionalisme. Al basc li van fer espanyol i francès les constitucions polítiques que escriuen els homes; però li va fer bask la constitució escrita per Déu en el llibre de la naturalesa... Mirant a la ideologia pura del dret i de la justícia eterns, és indubtable que bascos i espanyols estem separats. | » |
| — Arturo Campión, Gernika, 23 de maig de 1920 | |   |

L'actitud d'Arturo Campión respecte a la revolta del 18 de juliol de 1936 ha estat sempre objecte de controvèrsia, especialment per la carta que, amb data 14 de setembre de 1936, va rebre el Diari de Navarra. Diu així: 
| « | Sant Sebastià, 14 de setembre de 1936. Tinc el gust de fer constar que, alliberada aquesta ciutat de la tirania roja, vull manifestar, alhora que la meva protesta més enèrgica per la inqualificable conducta del nacionalisme basc, la meva adhesió infrangible a la Junta Nacional de Burgos. Arturo Campión. | » |

No obstant això, l'historiador i editor nacionalista basc Bernardo Estornés Lasa, que va visitar Campión en la seva casa el 1936 abans de la caiguda de la ciutat en mans dels revoltats, va publicar el 1996 una carta en defensa de l'actitud de Campión aquells dies:
| « | Va tenir paraules reiterades i duríssimes de condemna per a la rebel·lió. Jo escoltava esglaiat. El Campión de tota la vida lúcid, enèrgic, es debatia en una angoixa incontrolable. Perquè Campión estimava entranyablement als seus nebots a qui va dedicar, en el seu moment, algunes de les més sentides composicions literàries. Don Arturo era vidu feia molts anys i no tenia fills. Per això, els seus familiars eren els seus parents més propers. Jo no sé el que hauria passat aquest 14 de setembre de 1936, però m'ho imagino. Era el moment àlgid de les violències i aquestes no s'anaven aparar en les petites minúcies. La lluita propagandística tocava el seu punt culminant. Jo no prejutjo res referent a la comunicació. Em permetré, no obstant això, alguns comentaris.. En primer lloc, la pressa a escriure aquesta quartilla a l'endemà de l'ocupació de la ciutat.. En segon lloc, l'índole de la mateixa i la seva redacció, prosa que no és habitual d'Arturo.. "Tinc el gust" de fer constar. Si; enorme gust va tenir don Arturo. "Alliberada" la ciutat. "Tirania roja". "La meva protesta més enèrgica". "Inqualificable conducta". I, sobretot, "Adhesió infrangible", a la Junta Nacional de Burgos. | » |

## Obra

### Castellà
- "Los orígenes del pueblo euskaldun. Iberos, celtas y vascos", 1879
- "Ensayo acerca de las leyes fonéticas de la lengua vasca" 1883
- "Gramática de los cuatro dialectos literarios de la lengua euskara" 1884
- "El genio de Navarra" 1884-1888
- "Pedro Mari", ipuina, 1895
- "Blancos y Negros", 1898
- "La bella Easo", eleberria, 1909
- "El bardo de Itzaltzu" 1917
- "El último tamborilero de Erraondo" 1918
- "El rosario de las lavanderas", ipuina, 1924

### Euskera
- "Orreaga", balada escrita en diversos dialectes 1877
- "Denbora Antxiñakoen Ondo-Esanak" 1881
- "Okendoren Eriotza" 1883